# Городня (аэродром)
Авиабаза Городня — недействующий военный аэродром на Украине, расположенный в 4 км к востоку от города Городня. Эксплуатировался до середины 90-х годов. По состоянию на 2014 год не функционирует.
Началом для формирования авиабазы послужила директива Генерального штаба Советской Армии от 15 февраля 1951 года о начале формирования 57-го военного авиационного училища лётчиков с местом дислокации в Чернигове и Городне. На авиабазе базировался 703-й учебный авиаполк, который использовал самолёты Л-39. 703-й учебный авиаполк перебазировался из Умани в Городню в 1965 году; он вошёл в состав Черниговской высшей военной авиационной училище лётчиков. Полк был передан Украине в начале 1992 года.